# Chứng thấp lùn
Chứng thấp lùn (tiếng Anh: dwarfism) là hiện tượng một sinh vật có kích thước nhỏ hơn nhiều so với bình thường. Ở người, đôi khi định nghĩa lùn là thấp hơn 4 foot 10 inch (147 cm), không phân biệt giới tính, dù vậy một số người lùn có thể cao hơn mức này một chút. Trí tuệ và tuổi thọ của người lùn không bị ảnh hưởng.